# Deuterocohnia scapigera
Deuterocohnia scapigera är en gräsväxtart som först beskrevs av Werner Rauh och Lieselotte Hromadnik, och fick sitt nu gällande namn av Michael A. Spencer och Lyman Bradford Smith. Deuterocohnia scapigera ingår i släktet Deuterocohnia och familjen Bromeliaceae.
Artens utbredningsområde är Bolivia.

## Underarter
Arten delas in i följande underarter:
- D. s. sanctae-crucis
- D. s. scapigera

## Bildgalleri

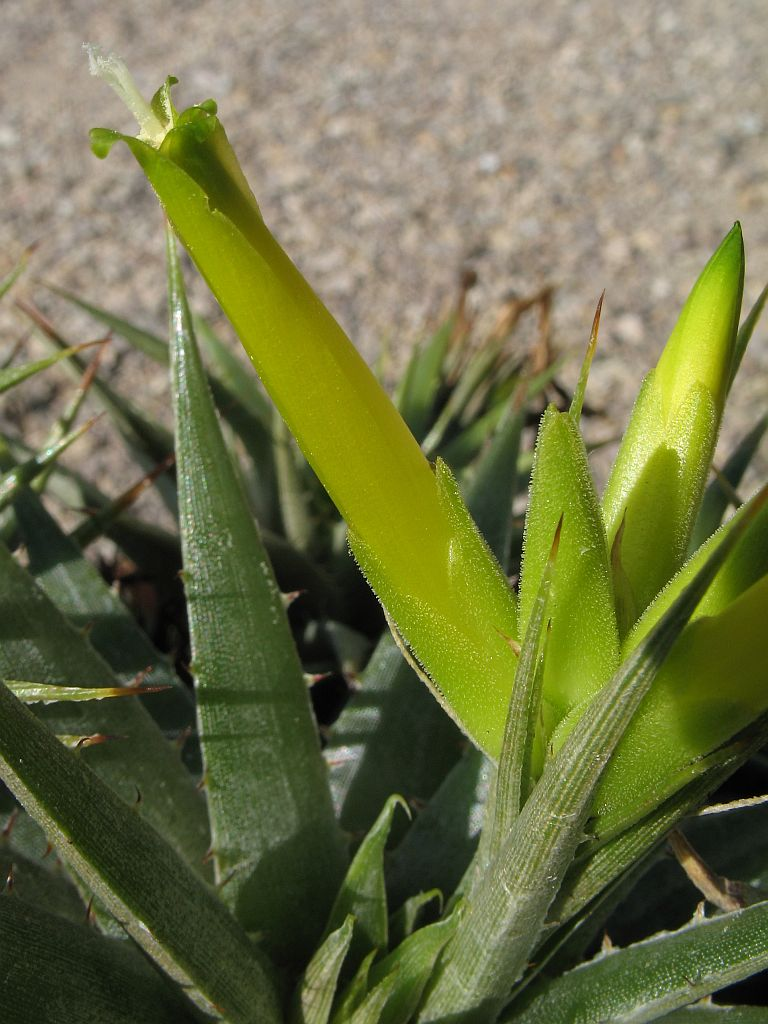
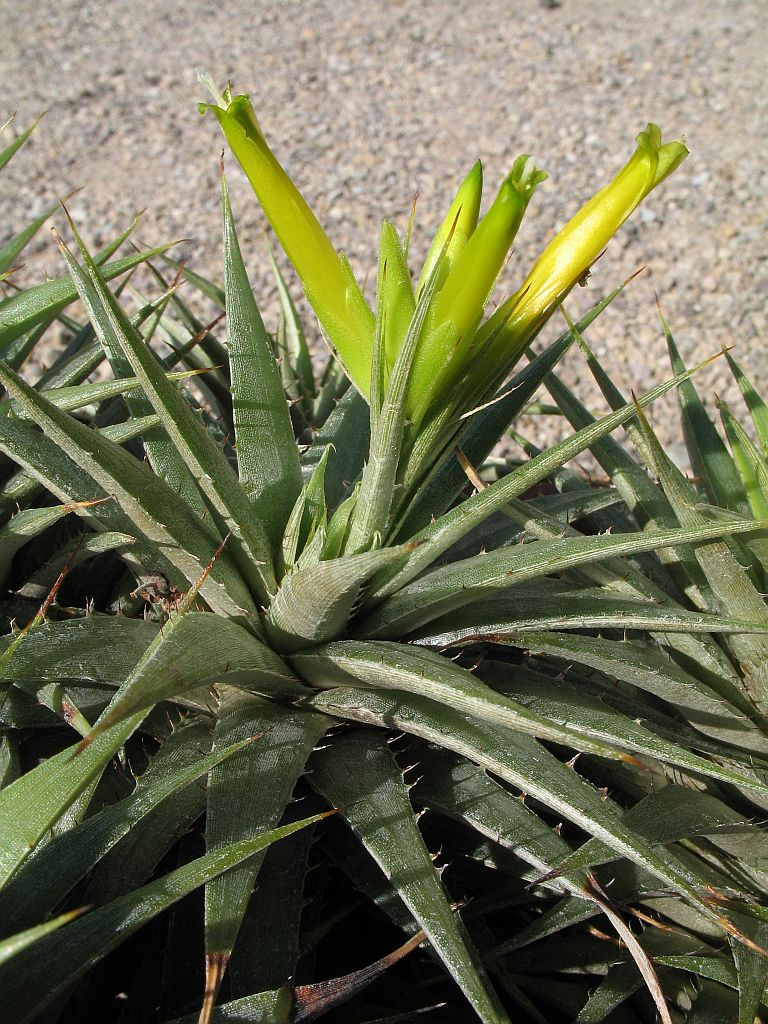
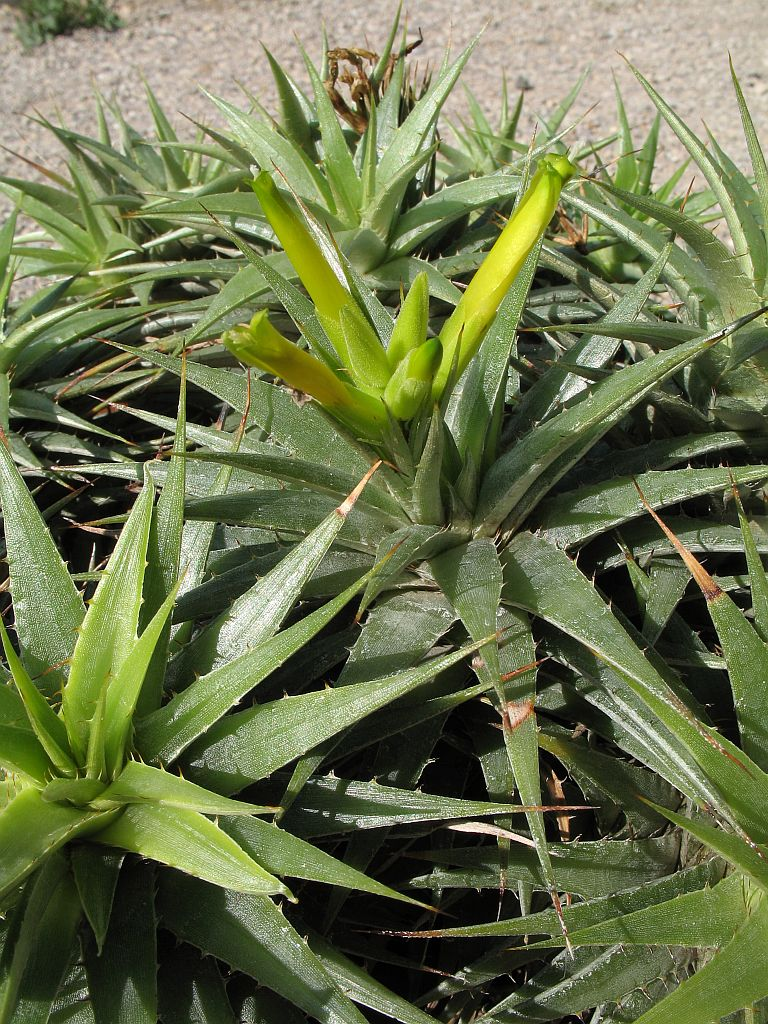